# María Dueñas (violinista)
María Dueñas Fernández (Granada, 4 dicembre 2002) è una violinista spagnola.

## Biografia
Nata in una famiglia di non musicisti, ma incoraggiata agli studi musicali dopo aver iniziato ad ascoltare concerti fin da una giovane età, a sette anni iniziò gli studi presso il Conservatorio Ángel Barrios nella sua città natale, Granada. All'età di 11 anni vinse una borsa di studio presso la Juventudes Musicales de Madrid, che le permise di studiare presso il Conservatorio Carl Maria von Weber a Dresda. Si trasferì in seguito a Vienna per studiare con Boris Kuschnir, allieva presso l'Università per la musica e le arti interpretative e presso l'Università di Graz.
Nel 2021 vinse il primo premio al Concorso Menuhin e nel 2022 firmò un contratto esclusivo con Deutsche Grammophon.
Suona il Guarneri Muntz, in prestito dalla Nippon Music Foundation, e un Nicolò Gagliano in prestito dalla Deutsche Stiftung Musikleben.

## Discografia
- So Klingt die Zukunft! Kammermusikfest der Deutschen Stiftung Musikleben 2018. Track 2. Ravel - Tzigane. María Dueñas (violín) & Kiveli Dörken (piano). Deutsche Stiftung Musikleben, 2018
- Gabril Fauré, Après un Rêve, María Dueñas (violin) & Itamar Golan (piano), Deutsche Grammophon 2022.